# Martin Albrechtsen
Martin Albrechtsen (født 31. marts 1980) er en tidligere dansk professionel fodboldspiller. Han var en alsidig forsvarsspiller, som både kunne spille back og i midterforsvaret. Han har optrådt fire gange for Danmark.
I dag driver Martin Albrechtsen virksomheden Pappa Pizza som laver pizza i København. Pappa Pizza har lokationer på Vesterbro og Amager.

## Karriere

### Akademisk Boldklub
Martin Albrechtsen, der er født i Værløse, startede karrieren i
AB. Her spillede han bl.a. sammen med Peter Løvenkrands, som blev udtaget til Danmarks U-19 landshold sammen med Martin Albrechtsen i september 1997. De skrev begge deres første professionelle kontrakter med AB i februar 1998. Her indgik de i Superliga-truppen. Albrechtsen var en del af holdet, da AB vandt pokalturneringen i 1999, og i 2000 blev han kåret til Årets U21-Talent af DBU.
Eftersom Martin havde været til prøvetræning hos Sunderland dog uden at få nogen kontrakt, havde flere engelske klubber meldt sig interesseret i danskeren. Især Blackburn Rovers.
I februar 2001 var Albrechtsen til prøvetræning i tre dage hos Everton. Denne gang fik han dog heller ingen kontrakt.
Martin Albrechtsen debuterede for Danmark under Morten Olsens ledelse i april 2001.
I september 2001 forlængede Martin sin kontrakt med AB indtil 2004.

### FC København
Da AB var i en økonomisk krise, blev Martin Albrechtsen i januar 2002 solgt for 9 mio. kr. til de forsvarende danske mestre fra F.C. København (FCK), hvor han tegnede en fireethalvt års kontrakt. Han var med til at vinde Superligaen i 2003 og 2004 samt pokalmesterskabet i 2004. Mens han spillede for FCK fik han yderligere to landskampe, men efter 0-2 nederlaget til Bosnien-Hercegovina i april 2003, gik hans landsholdskarriere i dvale, indtil han igen blev indkaldt i november 2006.
Martin var et varmt emne i udlandet, og i april 2003 sendte Inter en talentspejder ud for at scoute Martin i opgøret imellem FCK og Brøndby. Herudover var Schalke 04, Everton samt PSV Eindhoven også interesseret i danskeren.
Senere på måneden blev Martin skadet med et brækket ribben og var ude i 3-6 uger.

### West Bromwich Albion
Da den engelske klub West Bromwich Albion hentede ham for 2.7 mio. pund i juni 2004, blev han den dyreste spiller i klubbens historie.
Han debuterede for klubben den 28. august 2004, da han kom ind som udskiftningsspiller i en kamp mod Everton i den bedste engelske række, Premier League. Martin Albrechtsen var fast mand på holdet og var med til at forhindre nedrykning på sæsonens sidste spilledag.
I januar 2006 scorede han sit første mål for klubben, da de besejrede Wigan Athletic 1-0. Selv om det blev til nedrykning for West Bromwich Albion i sommeren 2006, blev han i klubben. Han scorede sit andet mål for klubben i en kamp mod Leeds United i september 2006 og blev udtaget til landsholdet november samme år.Martin Albrechtsen spillede en uheldig rolle, da hans hold tabte 3-2 hjemme til Crystal Palace. Danskeren blev udvist efter blot tre minutter på banen.
Martin Albrechtsen blev hentet til West Bromwich Albion for at spille i centerforsvaret, men blev før 2007-08 sæsonen mest brugt som back. Manager Tony Mowbray besluttede i august 2007 at gøre ham til midtforsvarsspiller igen.

### Derby County
Eftersom han den sidste sæson ikke fik meget spilletid, skrev Martin i 2008 kontrakt med Premier League nedrykkerne fra Derby County FC på en fri transfer. Danskeren startede uheldigt ud, hvor han efter 4 måneder i klubben, skulle opereres for sportsbrok.
Den 30. august 2009 blev Martins kontrakt ophævet. Martin mente selv, at træneren ikke kunne lide ham.

### FC Midtjylland
I september 2009 bekræftede klubben, at man havde underskrevet en 3-årig kontrakt med Albrechtsen. Også græske samt tyrkiske klubber var ude efter danskeren, men han ønskede at vende tilbage til Danmark. Han blev i oktober samme år viceanfører i klubben, da Allan Kuhn valgte at erstatte Danny Califf med Albrechtsen som viceanfører.

### Brøndby IF
I sommeren 2012 skiftede han på en fri transfer til Brøndby IF. Den 2. september 2012 fik Martin sin debut for Brøndby, i et 0-0 opgør imod FC Nordsjælland. I april 2013 forlængede Martin sin kontrakt med Brøndby IF indtil 2015. Han blev i 2013/2014 sæsonen udnævnt til viceanfører i klubben.

### AC Horsens
Den 23. december 2016 ophævede Brøndby IF kontrakten med Albrechtsen, og AC Horsens hentede ham på samme tid til Østjylland i jagten på mere spilletid til midtstopperen.
Han spillede sin første kamp for klubben den 18. februar 2017 mod Silkeborg IF. Albrechtsen døjede med lyskeproblemer fra starten af sæsonen, hvorfor han blandt andet var på sidelinjen fra marts til maj 2017. Han forlod klubben ved afslutningen af sæsonen.

### BK Avarta
Han skiftede den 11. juli 2017 til BK Avarta, hvor han skrev under på en kontrakt gældende frem til slutningen af 2017. Her blev han forenet med sin bror Jacob Albrechtsen.

## Titler
- Dansk mester med F.C. København i 2003 og 2004.
- Dansk pokalvinder med F.C. København i 2004.
- Årets U21-Talent i 2000.
- Dansk pokalvinder med AB i 1999.